# Ice-T
崔西·劳伦·马洛（英語：Tracy Lauren Marrow，1958年2月16日—），常用艺名，是美国的饶舌说唱歌手、金属歌手、演员。他1980年代以饶舌说唱打开自己的职业生涯，后在1987年与Sire Records签约，发行了首张专辑《Rhyme Pays》，是最先打上家长指导标识的专辑之一。后来，他创立了唱片品牌“Rhyme $yndicate Records”，并释出了另一张专辑《Power》。